# Начо Монреал
Игнасио „Начо“ Монреал Еразо (роден на 26 февруари 1986 в Памплона, Навара) е бивш испански футболист, играещ като ляв бек.

## Клубна кариера

### Осасуна
Монреал е роден в Памплона и е продукт на школата на местния отбор Осасуна. Дебютът си в Примера дивисион прави на 22 октомври 2006 г. при домакинската загуба с 0-1 срещу Валенсия. Първия си сезон в първия отбор завършва с десет участия. Записва и два мача в Шампионска лига и четири в УЕФА Къп.
През сезон 2007/08 Монреал се превръща в първи избор на поста ляв бек, а на десния бек се налага друг младок по това време – Сесар Аспиликуета.

### Малага
На 10 юни 2011 г. Монреал подписва 5-годишен контракт с Малага. Сумата по трансфера е 6 милиона евро. В първия си сезон за клуба не взима участие в само седем мача, а отборът му завършва на четвърто място и се класира за Шампионска лига за първи път в историята си.
Единствения си гол за Малага вкарва на 27 януари 2013 г. при победата като гост с 3-2 над Майорка.

### Арсенал
На 31 януари 2013 г. Монреал преминава в английския Арсенал. Дебютът си във Висшата лига прави при победата с 1-0 над Стоук Сити.
На 23 февруари 2013 г. Монреал записва асистенция към сънародника си Санти Касорла за победния гол срещу Астън Вила. На 16 март 2013 г. вкарва първия си гол за Арсенал, вкарвайки първият гол за победата с 2-0 при гостуването на Суонси Сити.

## Национален отбор
През 2007 г. Монреал е повикан в отбора на Испания до 21 години. Участва във всичките 3 мача при отпадането след груповата фаза на Европейското първенство до 21 години през 2009 г.
На 6 август 2009 г. получава първата си повиквателна за мъжете на Испания за контролата срещу Македония. Записва 15 минути, заменяйки Жоан Капдевила, а Испания побеждава с 3-2. На 7 септември 2010 г. играе цял мач при загубата с 4-1 от Аржентина.